# Nazionale maschile di calcio di Haiti
La nazionale di calcio di Haiti è la rappresentativa calcistica nazionale dell'omonimo paese caraibico, posta sotto l'egida della Fédération Haïtienne de Football.
Nella sua storia Haiti ha disputato una fase finale del campionato del mondo, a Germania Ovest 1974, subendo 14 gol da Italia (3-1), Polonia (7-0) e Argentina (4-1). Ha vinto, inoltre, un'edizione del Campionato CCCF (1957) e un'edizione della CONCACAF Gold Cup (1973). Altro piazzamento importante è stato il secondo posto alla Coppa dei Caraibi 2001 e la vittoria nell'edizione del 2007 di questo torneo.
L'11 giugno 2013 ottenne uno storico pareggio per 2-2 contro l'Italia a Rio de Janeiro in una partita amichevole; pochi giorni prima aveva perso di misura per 2-1 un'altra prestigiosa amichevole contro la Spagna campione del mondo e d'Europa in carica.
La nazionale di Haiti è stata la terza al mondo (dopo Costa Rica e Messico) ad aver vinto il titolo continentale di due confederazioni diverse, nello specifico il Campionato CCCF e la CONCACAF Gold Cup.
Nel ranking FIFA, istituito nell'agosto 1993, la migliore posizione occupata da Haiti è la 38ª piazza, raggiunta nel gennaio 2013, mentre la peggiore è la 115ª, occupata nell'aprile 1996. La nazionale nell'aprile 2021 occupa la 83ª posizione.

## Storia

### Esordi (1925-1970)

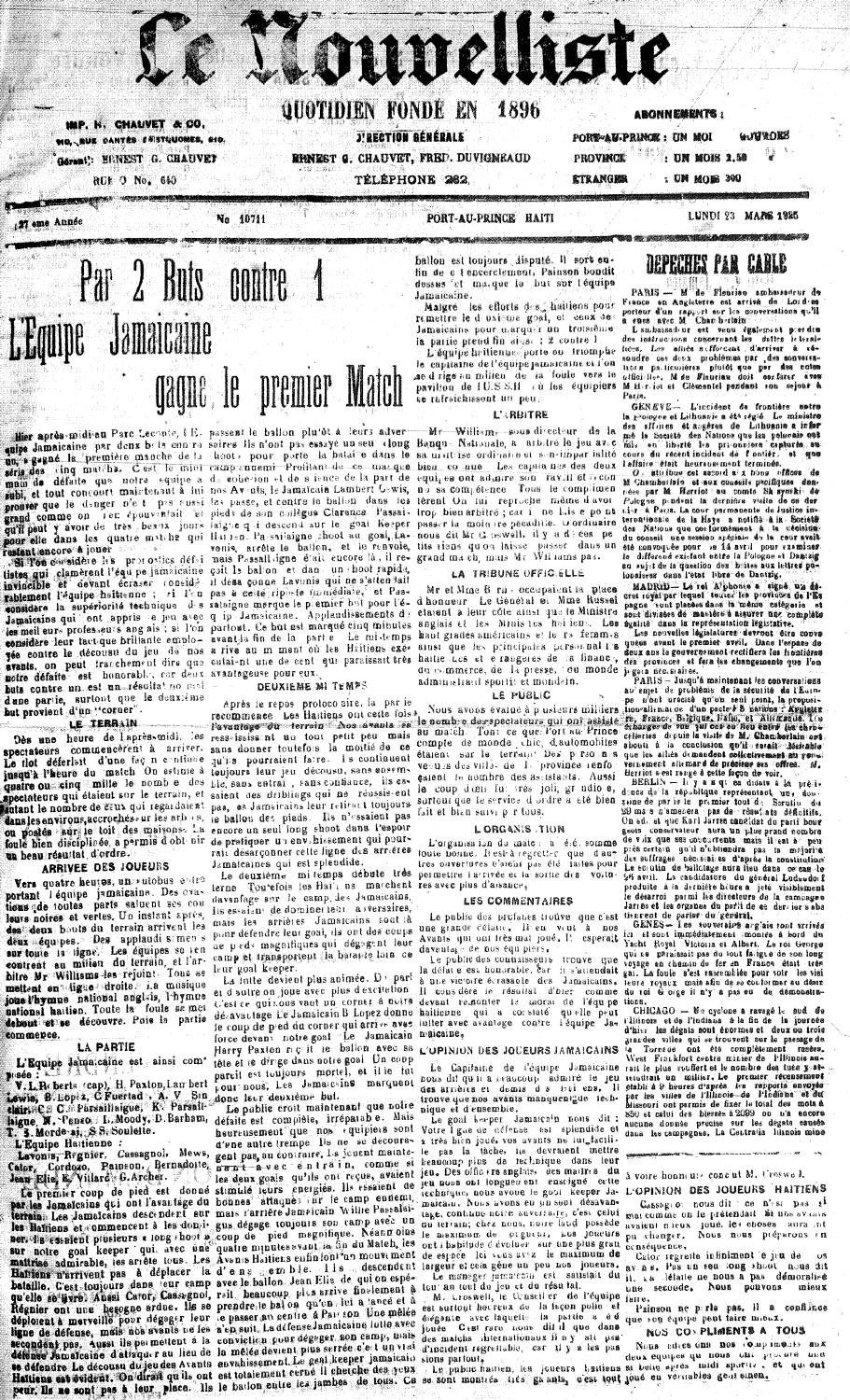
Il giornale haitiano Le Nouvelliste del 25 marzo 1925, che dà notizia dell'incontro tra Haiti e, esordio della nazionale haitiana

La nazionale haitiana esordì il 22 marzo 1925 contro la Giamaica e fu sconfitta per 2-1; il primo gol della storia di Haiti è di Painson all'86º minuto di gioco. Dopo l'affiliazione della federcalcio nazionale alla FIFA nel 1933, la nazionale haitiana si iscrisse alle eliminatorie del campionato del mondo 1934. I grenadiers guidati dal commissario tecnico Édouard Baker se la videro con Cuba in tre partite, tutte giocate al Parc Leconte di Port-au-Prince nel gennaio 1934. Battuti per 3-1 nel primo incontro, gli haitiani ottennero un pari (1-1) nel secondo e patirono netta sconfitta nel terzo e ultimo match (6-0).

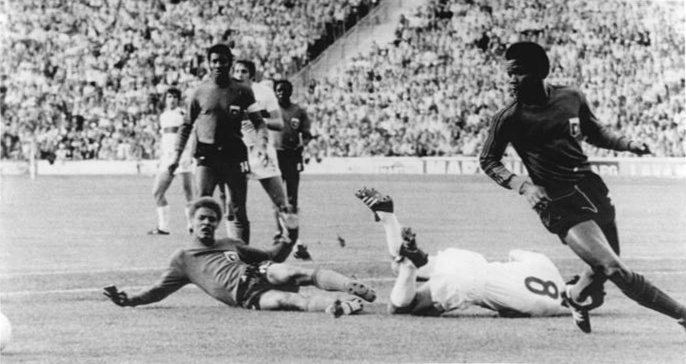
Gli haitiani e il loro capitano Wilner Nazaire contro l'Italia ai Mondiali del 1974.

## Palmarès
- Campionato CONCACAF -  Gold Cup: 1

1973

## Partecipazioni tornei internazionali

### Mondiali
| Anno | Luogo                    | Piazzamento      | V | N | P | Gol  |
| ---- | ------------------------ | ---------------- | - | - | - | ---- |
| 1930 | Uruguay                  | Non partecipante | - | - | - | -    |
| 1934 | Italia                   | Non qualificata  | - | - | - | -    |
| 1938 | Francia                  | Non partecipante | - | - | - | -    |
| 1950 | Brasile                  | Non partecipante | - | - | - | -    |
| 1954 | Svizzera                 | Non qualificata  | - | - | - | -    |
| 1958 | Svezia                   | Non partecipante | - | - | - | -    |
| 1962 | Cile                     | Non partecipante | - | - | - | -    |
| 1966 | Inghilterra              | Non partecipante | - | - | - | -    |
| 1970 | Messico                  | Non qualificata  | - | - | - | -    |
| 1974 | Germania Ovest           | Primo turno      | 0 | 0 | 3 | 2:14 |
| 1978 | Argentina                | Non qualificata  | - | - | - | -    |
| 1982 | Spagna                   | Non qualificata  | - | - | - | -    |
| 1986 | Messico                  | Non partecipante | - | - | - | -    |
| 1990 | Italia                   | Non partecipante | - | - | - | -    |
| 1994 | Stati Uniti              | Non qualificata  | - | - | - | -    |
| 1998 | Francia                  | Non qualificata  | - | - | - | -    |
| 2002 | Corea del Sud / Giappone | Non qualificata  | - | - | - | -    |
| 2006 | Germania                 | Non qualificata  | - | - | - | -    |
| 2010 | Sudafrica                | Non qualificata  | - | - | - | -    |
| 2014 | Brasile                  | Non qualificata  | - | - | - | -    |
| 2018 | Russia                   | Non qualificata  | - | - | - | -    |
| 2022 | Qatar                    | Non qualificata  | - | - | - | -    |

### Gold Cup
| Anno | Luogo                               | Piazzamento      | V | N | P | Gol |
| ---- | ----------------------------------- | ---------------- | - | - | - | --- |
| 1991 | Stati Uniti                         | Non qualificata  | - | - | - | -   |
| 1993 | Stati Uniti / Messico               | Non partecipante | - | - | - | -   |
| 1996 | Stati Uniti                         | Non partecipante | - | - | - | -   |
| 1998 | Stati Uniti                         | Ritirata         | - | - | - | -   |
| 2000 | Stati Uniti                         | Primo turno      | 0 | 1 | 1 | 1:4 |
| 2002 | Stati Uniti                         | Quarti di finale | 1 | 0 | 2 | 3:4 |
| 2003 | Stati Uniti / Messico               | Non qualificata  | - | - | - | -   |
| 2005 | Stati Uniti                         | Non qualificata  | - | - | - | -   |
| 2007 | Stati Uniti                         | Primo turno      | 0 | 2 | 1 | 2:4 |
| 2009 | Stati Uniti                         | Quarti di finale | 1 | 1 | 2 | 4:7 |
| 2011 | Stati Uniti                         | Non qualificata  | - | - | - | -   |
| 2013 | Stati Uniti                         | Primo turno      | 1 | 0 | 2 | 2:3 |
| 2015 | Stati Uniti / Canada                | Quarti di finale | 1 | 1 | 2 | 2:3 |
| 2017 | Stati Uniti                         | Non qualificata  | - | - | - | -   |
| 2019 | Stati Uniti / Costa Rica / Giamaica | Semifinale       | 4 | 0 | 1 | 9:5 |
| 2021 | Stati Uniti                         | Primo turno      | 1 | 0 | 2 | 3:6 |
| 2023 | Stati Uniti / Canada                | Primo turno      | 1 | 0 | 2 | 4:6 |
| 2025 | Stati Uniti / Canada                | Primo turno      | 0 | 1 | 2 | 2:4 |

## Rosa attuale
Lista dei giocatori convocati per la CONCACAF Gold Cup 2025.
Presenze e reti aggiornate al 22 giugno 2025, al termine della gara contro gli Stati Uniti, dopo la quale sono stati eliminati dal torneo.
|  | P | Johny Placide        | 29 gennaio 1988 (37 anni)  | 75 | -91 | Bastia                       |  |  |
|  | P | Alexandre Pierre     | 25 febbraio 2001 (24 anni) | 12 | -9  | Sochaux                      |  |  |
|  | P | Garissone Innocent   | 16 aprile 2000 (25 anni)   | 2  | -3  | Riteriai                     |  |  |
|  |   |                      |                            |    |     |                              |  |  |
|  | D | Ricardo Adé          | 21 maggio 1990 (35 anni)   | 51 | 2   | LDU Quito                    |  |  |
|  | D | Carlens Arcus        | 28 giugno 1996 (28 anni)   | 49 | 1   | Angers                       |  |  |
|  | D | Martin Experiénce    | 9 marzo 1999 (26 anni)     | 14 | 0   | Nancy                        |  |  |
|  | D | Garven Metusala      | 31 dicembre 1999 (25 anni) | 13 | 0   | Colorado Springs Switchbacks |  |  |
|  | D | Francois Dulysse     | 13 aprile 1999 (26 anni)   | 13 | 0   | Egnatia                      |  |  |
|  | D | Jean-Kévin Duverne   | 12 luglio 1997 (27 anni)   | 10 | 1   | Kortrijk                     |  |  |
|  | D | Duke Lacroix         | 14 ottobre 1993 (31 anni)  | 7  | 2   | Colorado Springs Switchbacks |  |  |
|  | D | Wilguens Paugain     | 24 agosto 2001 (23 anni)   | 4  | 0   | Zulte Waregem                |  |  |
|  |   |                      |                            |    |     |                              |  |  |
|  | C | Louicius Don Deedson | 11 febbraio 2001 (24 anni) | 22 | 8   | Odense                       |  |  |
|  | C | Danley Jean Jacques  | 20 maggio 2000 (25 anni)   | 22 | 5   | Philadelphia Union           |  |  |
|  | C | Leverton Pierre      | 9 marzo 1998 (27 anni)     | 21 | 0   | Châteauroux                  |  |  |
|  | C | Dany Jean            | 28 novembre 2002 (22 anni) | 18 | 1   | Torreense                    |  |  |
|  | C | Fabrice Picault      | 23 febbraio 1991 (34 anni) | 15 | 1   | Inter Miami                  |  |  |
|  | C | Christopher Attys    | 13 marzo 2001 (24 anni)    | 13 | 3   | Triestina                    |  |  |
|  | C | Belmar Joseph        | 13 ottobre 2005 (19 anni)  | 3  | 0   | Sion                         |  |  |
|  | C | Daniel Saint-Fleur   | 13 ottobre 1999 (25 anni)  | 0  | 0   | Real Hope FA                 |  |  |
|  |   |                      |                            |    |     |                              |  |  |
|  | A | Duckens Nazon        | 7 aprile 1994 (31 anni)    | 70 | 40  | Kayserispor                  |  |  |
|  | A | Frantzdy Pierrot     | 29 marzo 1995 (30 anni)    | 42 | 32  | AEK Atene                    |  |  |
|  | A | Mikaël Cantave       | 25 ottobre 1996 (28 anni)  | 21 | 4   | Vancouver FC                 |  |  |
|  | A | Mondy Prunier        | 22 dicembre 1999 (25 anni) | 19 | 7   | Francs Borains               |  |  |
|  | A | Ruben Providence     | 7 luglio 2001 (23 anni)    | 5  | 1   | Almere City                  |  |  |
|  | A | Téo James Michel     | 3 maggio 2004 (21 anni)    | 2  | 0   | Châteauroux                  |  |  |

## Record individuali
Statistiche aggiornate al 20 giugno 2025.
- I giocatori in grassetto sono ancora in attività con la maglia della nazionale.

| Pos. | Giocatore             | Presenze | Reti | Periodo   |
| ---- | --------------------- | -------- | ---- | --------- |
| 1    | Pierre Richard Bruny  | 95       | 2    | 1998-2010 |
| 2    | Mechack Jérôme        | 80       | 4    | 2008-2023 |
| 3    | Frantz Gilles         | 78       | 2    | 2000-2010 |
| 4    | Johny Placide         | 75       | 0    | 2011-     |
| 5    | Duckens Nazon         | 70       | 40   | 2014-     |
| 6    | Jean Sony Alcénat     | 67       | 7    | 2006-2016 |
| 6    | Peter Germain         | 67       | 3    | 2001-2012 |
| 8    | Emmanuel Sanon        | 65       | 37   | 1970-1981 |
| 9    | Wilde-Donald Guerrier | 60       | 11   | 2010-2023 |
| 10   | Monès Chéry           | 53       | 6    | 2003-2010 |

| Pos. | Giocatore             | Reti | Presenze | Periodo   |
| ---- | --------------------- | ---- | -------- | --------- |
| 1    | Duckens Nazon         | 40   | 70       | 2014-     |
| 2    | Emmanuel Sanon        | 37   | 65       | 1970-1981 |
| 5    | Frantzdy Pierrot      | 32   | 42       | 2018-     |
| 3    | Golman Pierre         | 23   | 28       | 1996-2003 |
| 4    | Jean-Philippe Peguero | 16   | 28       | 2003-2013 |
| 6    | Kervens Belfort       | 14   | 41       | 2010-2017 |
| 7    | Éliphène Cadet        | 13   | 42       | 2004-2010 |
| 8    | Jean-Eudes Maurice    | 12   | 30       | 2011-2016 |
| 8    | Carnejy Antoine       | 12   | 21       | 2021-2023 |
| 10   | Alexandre Boucicaut   | 11   | 51       | 2001-2011 |
| 10   | Wilde-Donald Guerrier | 11   | 60       | 2010-2023 |

## Tutte le rose

### Coppa del Mondo
Coppa del Mondo FIFA 19741 Françillon, 2 Piquant, 3 Auguste, 4 André, 5 Ducosté, 6 Bayonne, 7 Vorbe, 8 Désir, 9 Antoine, 10 François, 11 G. Saint-Vil, 12 Jean-Joseph, 13 Racine, 14 Nazaire, 15 R. Saint-Vil, 16 F. Leandré, 17 J. Leandré, 18 Barthélemy, 19 Austin, 20 Sanon, 21 Louis, 22 Joseph, CT: Tassy

### CONCACAF Gold Cup
CONCACAF Gold Cup 20001 Ferdinand, 2 Jean-Baptiste, 4 César, 5 Menelas, 6 Michel, 7 Vorbe, 8 Pierre, 10 Thelusma, 11 Chevalier, 13 Bruny, 14 Montilas, 15 Atis-Clothaire, 16 Marcellin, 17 Désir, 18 Dartiguenave, 19 Descollines, 21 Morency, 22 Menard, 24 Gilles, CT: Sanon
CONCACAF Gold Cup 20021 Ferdinand, 3 Gilles, 4 Altidor, 5 J.-J. Pierre, 6 Jean-Baptiste, 8 Monpremier, 9 Tardieu, 10 Descolines, 12 G. Pierre, 14 Montilas, 15 Chéry, 17 Saincius, 19 Alerte, 20 Désir, 21 Saint-Jean, 22 Atis-Clothaire, 29 Morency, 31 Bruny, CT: Castelli
CONCACAF Gold Cup 20071 Fénélon, 2 Alcenat, 3 Gilles, 4 Germain, 6 Guillaume, 7 Fucien, 8 Romulus, 9 Cadet, 10 Boucicaut, 11 Noël, 12 Marcelin, 13 Bruny, 14 Chéry, 15 Raymond, 17 Saint-Jean, 18 Saurel, 19 Pierre-Louis, 20 Occénat, 21 Pierre, 22 Noncent, 23 Bertin, 25 Jonas, CT: García
CONCACAF Gold Cup 20091 Occénat, 2 Prophète, 3 Gilles, 4 Paulin, 5 Fellinga, 6 Bertin, 7 Fucien, 8 Aveska, 9 Saint-Preux, 10 Jérôme, 11 Noël, 12 Marcelin, 13 Bruny, 14 Chéry, 15 Raymond, 16 Sampeur, 17 Exumé, 18 Jean-Zéphirin, 19 Sirin, 20 Alexandre, 21 Pierre-Louis, 22 Mercéus, 23 Thermeus, CT: Ríos
CONCACAF Gold Cup 20131 Montrevil, 2 Alcénat, 3 Jérôme, 4 Guerrier, 5 Pierre, 6 Lafrance, 7 Louis, 8 Aveska, 9 Belfort, 10 Peguero, 11 Maurice, 12 Joseph, 13 Monuma, 14 Jospy, 15 Desmarets, 16 Alexandre, 17 Hérold, 18 Saint-Preux, 19 Jaggy, 20 Saurel, 21 Elusma, 22 Adé, 23 Millien, CT: Cantero
CONCACAF Gold Cup 20151 Placide, 2 Alcénat, 3 Jérôme, 4 Jaggy, 5 Pierre, 6 Bertin, 7 Guerrier, 8 Goreux, 9 Belfort, 10 Louis, 11 Millien, 12 Ceus, 13 Lafrance, 14 Marcelin, 15 Thurière, 16 Alexandre, 17 Jean-Baptiste, 18 Aveska, 19 Jean-Jacques, 20 Nazon, 21 Maurice, 22 Nordé, 23 Elusma, CT: Collat
CONCACAF Gold Cup 20191 Placide, 2 Arcus, 3 Jérôme, 4 Adé, 5 Alexis, 6 Geffrard, 7 Bazile, 8 Herivaux, 9 Nazon, 10 Guerrier, 11 Etienne, 12 Duverger, 13 Bissainthe, 14 Hérold, 15 Cantave, 16 Jean-Baptiste, 17 Clerveaux, 18 Désiré, 19 Saba, 20 Pierrot, 21 Alceus, 22 Christian, 23 Simon, CT: Collat
CONCACAF Gold Cup 20211 Sylvestre, 2 Arcus, 3 Dulysse, 4 Adé, 5 Lambese, 6 Geffrard, 7 Antoine, 8 Herivaux, 9 Nazon, 10 Etienne, 11 Louima, 12 Duverger, 13 Lafrance, 14 Pierre, 15 Clerveaux, 16 Don Deedson, 17 Experiénce, 18 Damus, 19 Saba, 20 Pierrot, 21 Alceus, 22 Christian, 23 Rouaud, CT: J. Pierre
CONCACAF Gold Cup 20231 Duverger, 2 Arcus, 3 Alexis, 4 Adé, 5 Séance, 6 Metusala, 7 Antoine, 8 Jean Jacques, 9 Nazon, 10 Guerrier, 11 Etienne, 12 A. Pierre, 13 Simonsen, 14 L. Pierre, 15 Picault, 16 Prunier, 17 Jean, 18 Sainté, 19 Saba, 20 Pierrot, 21 Alceus, 22 Christian, 23 Innocent, CT: Calderón Pellegrino
CONCACAF Gold Cup 20251 Placide, 2 Arcus, 3 Dulysse, 4 Adé, 5 Saint-Fleur, 6 Metusala, 7 Picault, 8 Experiénce, 9 Nazon, 10 Deedson, 11 Jean, 12 A. Pierre, 13 Lacroix, 14 L. Pierre, 15 Cantave, 16 Prunier, 17 Jean Jacques, 18 Providence, 19 Joseph, 20 Pierrot, 21 Attys, 22 Duverne, 23 Innocent, 24 Paugain, 25 Michel, CT: Migné

### Copa América
Copa América Centenario1 Placide, 2 Alcénat, 3 Jérôme, 4 Jaggy, 5 Genevois, 6 Lambese, 7 Guerrier, 8 Goreux, 9 Belfort, 10 Louis, 11 Millien, 12 Ceus, 13 Lafrance, 14 Marcelin, 15 Nordé, 16 Alexandre, 17 Mustivar, 18 Aveska, 19 Hilaire, 20 Nazon, 21 Maurice, 22 Christian, 23 Odelus, CT: Neveu